# Rząd Johanna Rechberga
Rząd Johanna Rechberga (zwany również rządem Rechberga-Gołuchowskiego) – rząd, rządzący Cesarstwem Austriackim od 22 sierpnia 1859 do 1861.
Premierem rządu był Johann Bernard von Rechberg. Jego rząd zakończył erę neoabsolutyzmu i rozpoczął reformy państwa austriackiego. 5 marca 1860 cesarz Franciszek Józef I wznowił utworzoną w 1849 Radę Państwa, i zapowiedział przeprowadzenie reform. 20 października 1860 ogłoszono Dyplom październikowy.
Ministrem spraw wewnętrznych w tym rządzie był Agenor Romuald Gołuchowski.